# دوزخ (فیلم ۱۹۹۷)
جهنم (به انگلیسی: Inferno) و همچنین به عنوان عملیات کبرا نیز شناخته می‌شود. یک فیلم اکشن آمریکایی محصول سال ۱۹۹۷ به کارگردانی فرد اولان ری با بازی دون ویلسون، دیپتی بهاتناگار و رانگاناتان مدهوان اون لوری، مایکل کوانو و تان مککلور است.